# Agora
En agora (oldgræsk: agorá (ἀγορά)) var et centralt torv i gamle græske bystater (Polis). Det er den bedste repræsentation af en bystats reaktion for at imødekomme polisens sociale og politiske orden. Den bogstavelige betydning af ordet "agora" er "samlingssted" eller "forsamling". Agoraen var centrum for det atletiske, kunstneriske, forretningsmæssige, sociale, åndelige og politiske liv i byen. Den antikke Agora i Athen er det mest kendte eksempel.

## Oprindelse
Tidligt i den græske historie (10.-4. århundrede f.Kr.) ville frit fødte borgere samles i agoraen til militære pligter eller for at høre erklæringer fra den herskende konge eller råd. Senere fungerede agoraen også som en markedsplads, hvor købmænd holdt boder eller butikker for at sælge deres varer i søjlegangene . Dette tiltrak håndværkere, der byggede værksteder i nærheden.
Fra disse to funktioner i agoraen som et politisk og et kommercielt sted kom de to græske verber ἀγοράζω , agorázō, "jeg handler" og ἀγορεύω , agoreúō, "Jeg taler offentligt".

## Den gamle Agora i Athen
Den athenske Agora ligger under den nordlige skråning af Akropolis . Den antikke Agora i Athen var det primære mødested for athenere, hvor medlemmer af demokratiet samledes i statens anliggender, hvor der blev foretaget forretninger, et sted at hænge ud og se kunstnere og lytte til berømte filosoffer. Betydningen af den athenske agora kredsede om religion. Agoraen var et meget helligt sted, hvor hellighed er lagt ud i arkitekturen på jorden, hvor den lå. Agoraens layout var centreret omkring den Panathene vej, der løb gennem midten af Athen og til byens hovedport, Dipylon. Denne vej blev betragtet som hellig og fungerede som en rejsevej til Panathenaia, en slags festival der blev afholdt til ære for gudinden Athena hvert fjerde år. Agoraen var også berømt for at have huset Temple of Hephaestus, den græske gud for metalbearbejdning og håndværkere. Dette tempel er stadig i god stand. Andre templer, der tidligere stod i agoraen, ærer Zeus, Athena, Apollo og Ares.

## Kønsroller i den athenske Agora
Kvinder i det gamle Athen svarede på ingen måde til mænd. Kvinder blev betragtet som hjemmegående. Den athenske agora var arenaen for athensk politik og forretning, af en borgerlig orden primært domineret af mandlige borgere. Talsmand for det athenske patriarkat prædikede, at ingen kvinder skulle være på offentlige steder, herunder Agora. Offentlige steder blev betragtet som ejendom for mandlige borgere.

### Erhverv
I det 4. og 5. århundrede var der betydelige tegn på, at kvinder var kroejere og købmænd, der solgte deres produkter på den athenske agora. Denne del af agoraen blev kaldt "kvinders agora". Blandt de produkter de solgte var frugt, tøj, keramik, religiøse varer og luksusvarer, parfume, røgelse, lilla farvestof, kranse og bånd.